# 新榮町站 (福岡縣)
新榮町站（日语：／ Shin-sakaemachi eki */?）是位於福岡縣大牟田市新榮町，西日本鐵道（西鐵）的天神大牟田線車站。車站編號為T49。所有列車停靠此站。

## 歷史
原本在大牟田中心設有榮町站，該站是特急停車站，月台只可容納3卡車廂，全長60米。在大牟田市重建計劃下，車站向福岡一方遷移260米，該站設有1座島式月台，月台可容納7卡車廂，全長160米。新車站附近設有名店街和巴士總站，為一座3層高的綜合總站，新站以「新榮町站」的名字啟用。
- 1938年（昭和13年）10月1日 - 榮町站啟用。
- 1939年（昭和14年）7月1日 - 榮町至大牟田之間開通，成為中途站。
- 1961年（昭和36年）
  - 4月1日 - 西鐵銀水至榮町之間成為雙線鐵路。
  - 6月21日 - 榮町至大牟田之間成為雙線鐵路。
- 1970年（昭和45年）4月28日 - 車站遷移至現地，以新榮町站的名義再次啟用[1]。
- 1987年（昭和62年） - 在大牟田市內設置首座自動閘機（日语：自動改札機）。
- 2017年（平成29年）2月1日 - 此站引入車站編號[2]。

## 車站構造
車站是一座地面車站，設有1面2線的島式月台。此站設有2層高的車站大樓，閘口和站長室位於2樓。車站結構比較接近跨站式站房。車站沒有東邊出口，如果需要前往車站東邊的youme Town大牟田和國道208號方向，需要車站西邊離開車站後，於車站北邊或車站南邊越過平交道。
車站大廈西鐵名店街（後來為Emax大牟田）於車站遷移時開幕。該大廈在2004年（平成16年）結業，遺址變成停車場。
另外，在西鐵榮町站時代設有站內平交道，當時設有2面2線的相對式月台。

### 月台
| 月台 | 路線          | 上下行 | 方向                           |
| ---- | ------------- | ------ | ------------------------------ |
| 1    | ■天神大牟田線 | 下行   | 大牟田方向                     |
| 2    | ■天神大牟田線 | 上行   | 久留米、福岡（天神）、甘木方向 |

## 使用狀況
在2019年度，1日平均上下車人次為4,262。在西鐵特急停車站中，此站僅次於大善寺站，為第2少人使用的車站。
以下為各年度1日平均使用人次列表：
| 年度               | 1日平均 乘車人次 | 1日平均 上下車人次 |
| ------------------ | ---------------- | ------------------ |
| 2001年（平成13年） | 2,797            | 5,644              |
| 2002年（平成14年） | 2,677            | 5,397              |
| 2003年（平成15年） | 2,661            | 5,363              |
| 2004年（平成16年） | 2,488            | 5,055              |
| 2005年（平成17年） | 2,526            | 5,005              |
| 2006年（平成18年） | 2,532            | 5,002              |
| 2007年（平成19年） | 2,496            | 4,951              |
| 2008年（平成20年） | 2,454            | 4,910              |
| 2009年（平成21年） | 2,348            | 4,685              |
| 2010年（平成22年） | 2,340            | 4,678              |
| 2011年（平成23年） | 2,320            | 4,635              |
| 2012年（平成24年） | 2,255            | 4,501              |
| 2013年（平成25年） | 2,263            | 4,515              |
| 2014年（平成26年） | 2,225            | 4,390              |
| 2015年（平成27年） | 2,243            | 4,419              |
| 2016年（平成28年） | 2,189            | 4,311              |
| 2017年（平成29年） | 2,164            | 4,258              |
| 2018年（平成30年） |                  | 4,326              |
| 2019年（令和元年） |                  | 4,262              |

## 車站周邊
車站位於大牟田市區北部。車站東邊約100米處設有國道208號，國道與天神大牟田線並行。另外，車站東邊設有並行的JR鹿兒島本線路軌，但是鹿兒島本線沒有在此站附近設站。
現時新榮町站周邊一帶，於1960年代前為三井化學工業（現時：三井化學）工廠地段。隨著進行商店街重建計劃，把榮町站遷移至現地。同時，車站周邊進行了大規模土地調整項目，形成了新榮町商店街。但是，隨著三井三池煤礦的規模縮小與關閉、以及地方經濟下滑、大牟田市人口減少和郊外型大型商店開業等影響，使Daiei大牟田店（舊Uneed大牟田店）、久留米井筒屋大牟田店、三榮（時尚大廈）、Sunlive大牟田店等大型商店於1990年代相繼結業，而車站附近的商店街變得冷清。
在2001年（平成13年），車站東邊約400米處開設了youme Town大牟田。另外，在2000年以後，車站附近開始建設公寓。
- 大牟田市市民活動等多用途交流設施「Eruru」
- 三井化學大牟田工場
- 三井金屬礦業三池工場
- 大牟田旭町郵局
- 大牟田明治町郵局
- youme Town大牟田
- 西日本都市銀行大牟田分店
- 三井住友銀行大牟田分店
- 熊本銀行（日语：熊本銀行）大牟田分店

## 巴士路線
站內設有新榮町巴士站，車站附近也設有旭町巴士站。所有巴士路線由西鐵巴士大牟田營運。

### 新榮町巴士站
車站西南方，於大堂南邊樓梯下方設有巴士站。
- ■ 18
  - 手鎌、黑崎團地方向
  - 大牟田站前、大牟田市立醫院（日语：大牟田市立病院）、西鐵大牟田營業所（日语：西鉄バス大牟田）方向

### 旭町巴士站
車站東方約200米處的國道208號上設有巴士站。
國道西邊乘車處（三井化學專用鐵道旭町平交邊西邊）
- ■ 1、2　通町、三池中町、久福木團地方向
- ■ 4　通町、高泉團地、三池中町、久福木團地方向
- ■ 6　前往youme Town大牟田（日语：ゆめタウン大牟田）
- ■ 10　八尻町、米之山、普光寺（日语：普光寺 (大牟田市)）方向
- ■ 55　通町、長溝町、田隈、吉野、新大牟田站前、南關方向
- ■ 57 （吉野循環）　草木、橘路口、吉野、大牟田醫院前（日语：国立病院機構大牟田病院）方向

國道東邊乘車處（三井化學專用鐵道旭町平交道東邊）
- ■ 1　大牟田站前、西鐵大牟田營業所方向
- ■ 2　大牟田站前、天領小前、四山、荒尾站前方向
- ■ 4　大牟田站前、天領橋、四山、荒尾站前方向
- ■ 7　大牟田站前、大牟田市立醫院、西鐵大牟田營業所方向
- ■ 7-1　大牟田站前、大牟田市立醫院、延命公園、動物園前（日语：大牟田市動物園）、西鐵大牟田營業所方向
- ■ 10　大牟田站前方向
- ■ 15　大牟田站前、笹林町、有明高專方向
- ■ 16　大牟田站前、笹林町、一部橋、倉掛、萬田坑方向
- ■ 21　大牟田站前、笹林町、勝立、新勝立四丁目方向

## 相鄰車站
西日本鐵道
■天神大牟田線
■特急、■急行
西鐵柳川（T39）－新榮町（T49）－大牟田（T50）
■普通
西鐵銀水（T48）－新榮町（T49）－大牟田（T50）

## 注腳
1. 1 2  結城信一. . 鐵道畫刊. 1970年7月, (239): 109 （日语）.
2. ↑   (PDF). 西日本鐵道. 2017-01-24  [2017年3月20日]. （原始内容存档 (PDF)于2020-07-28） （日语）.
3. 1 2 3  「にしてつ画像ライブラリ-　西鉄新栄町＆駅ビル開業（1970年）」　西日本鉄道企業サイト （页面存档备份，存于）（日語）
4. 1 2  . 西日本鉄道株式会社.   [2021-01-14]. （原始内容存档于2021-01-29） （日语）.
5. ↑  大牟田市統計年鑑 （運輸および通信） - 大牟田市公式ホームページ／統計 （页面存档备份，存于）（日語）

## 外部連結
- 新榮町站（西鐵沿線web） （页面存档备份，存于）（日語）